# Parafia św. Leonarda w Tyszowcach
Parafia Świętego Leonarda w Tyszowcach – parafia należąca do dekanatu Tyszowce diecezji zamojsko-lubaczowskiej. 
Parafia została utworzona najprawdopodobniej przed rokiem 1424 (w czasie pierwszej lokacji miasta), zapewne z fundacji księcia Ziemowita IV. Obecny kościół parafialny w latach: 1865-1867 (nawa) i 1869-1870 (prezbiterium i wieża) według projektu Henryka Marconiego. Mieści się przy ulicy Kościelnej.
Do parafii należą wierni z następujących miejscowości: Czermno-Kolonia, Klątwy, Lipowiec, Mikulin, Podbor, Przewale, Tyszowce, Wojciechówka.

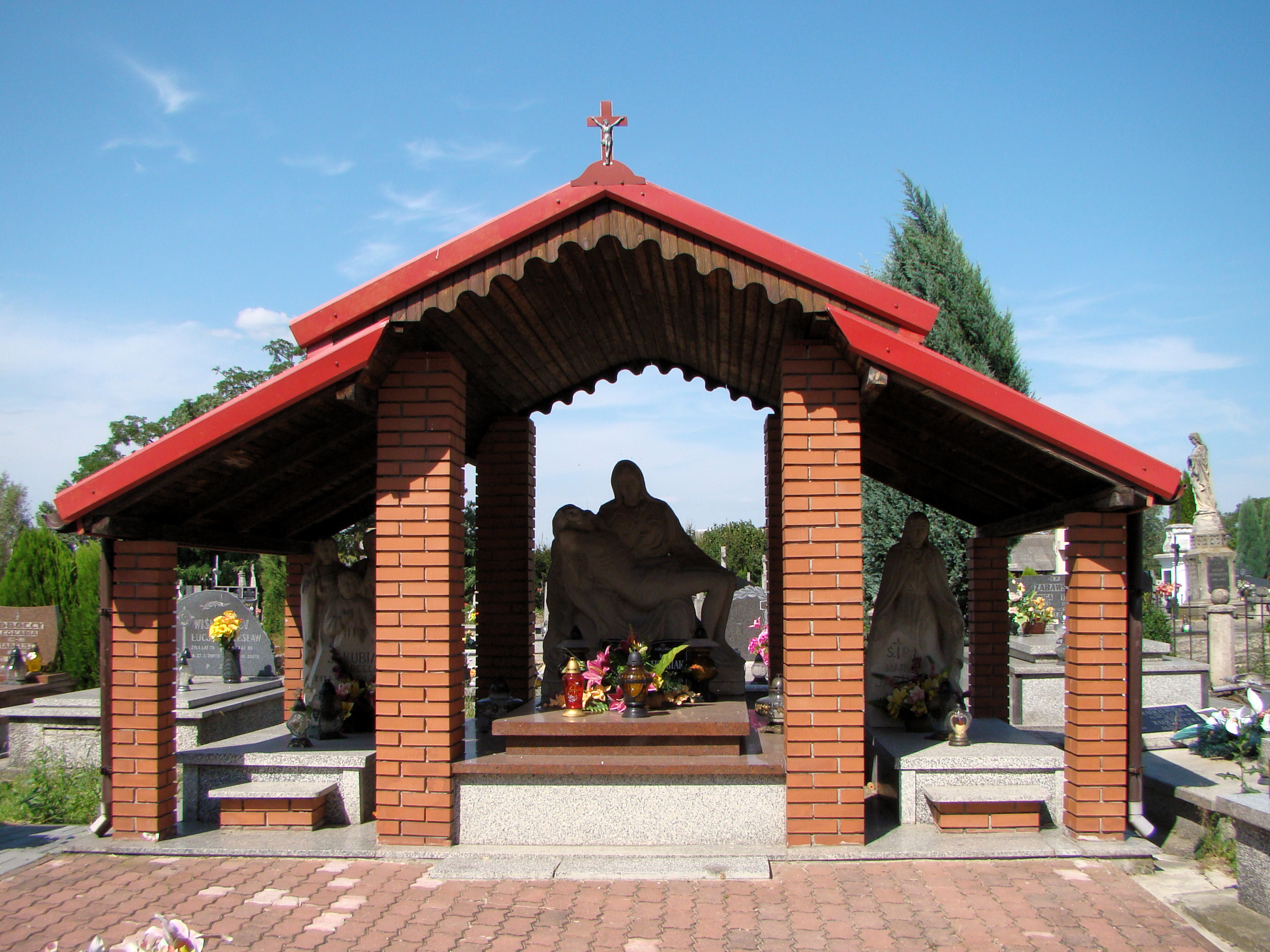
Cmentarz parafialny
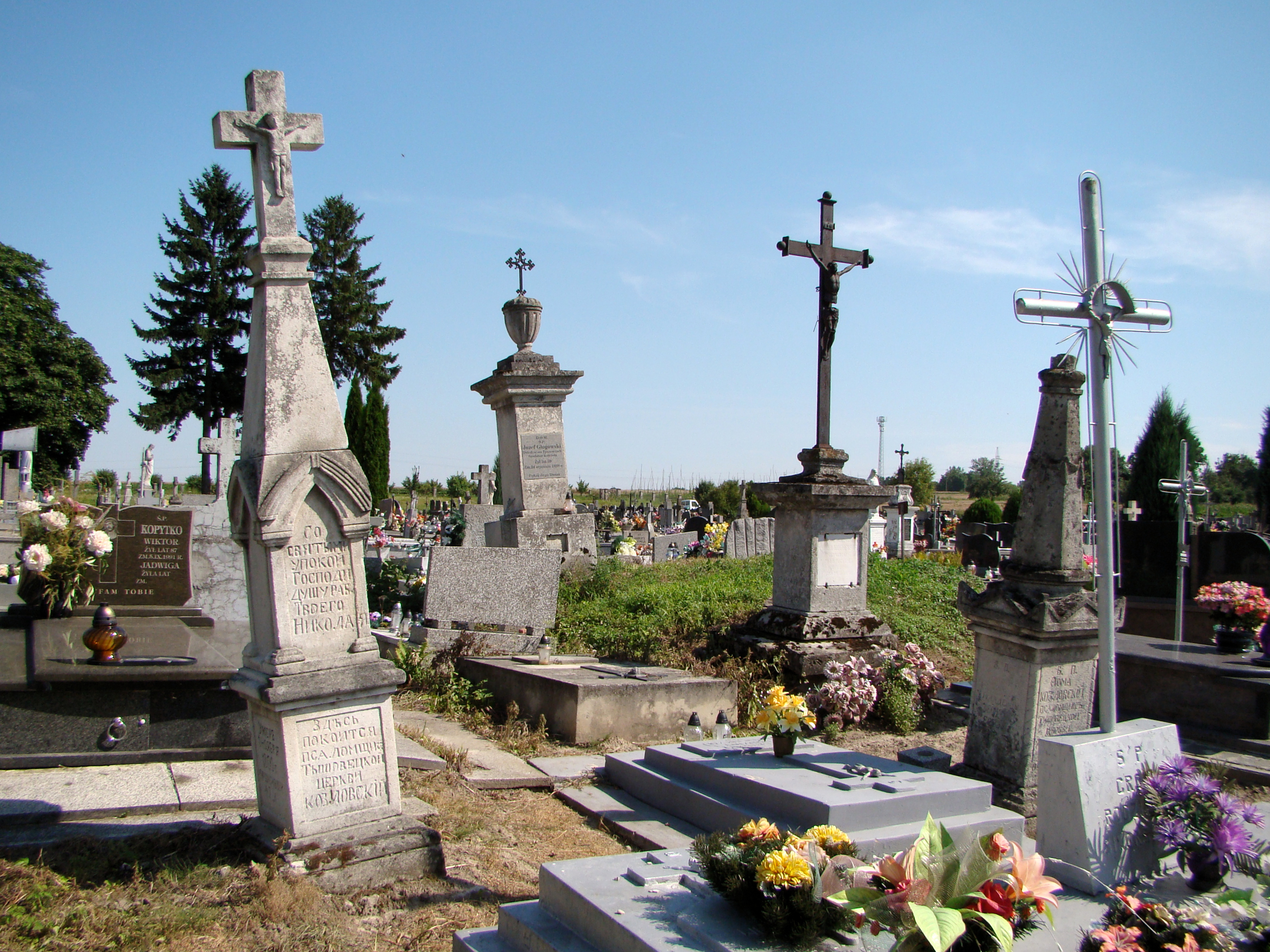
Cmentarz parafialny
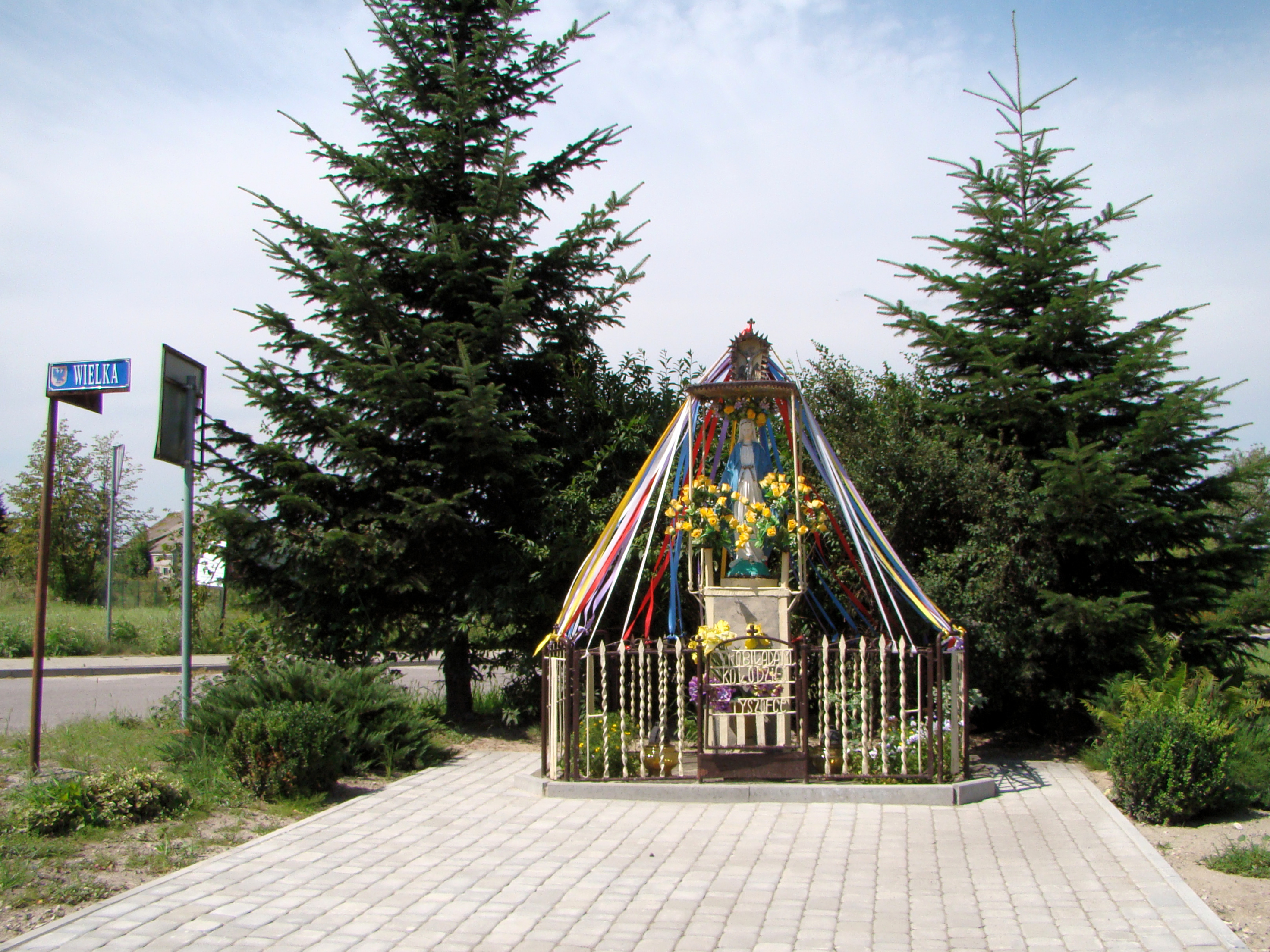
Kapliczka przydrożna
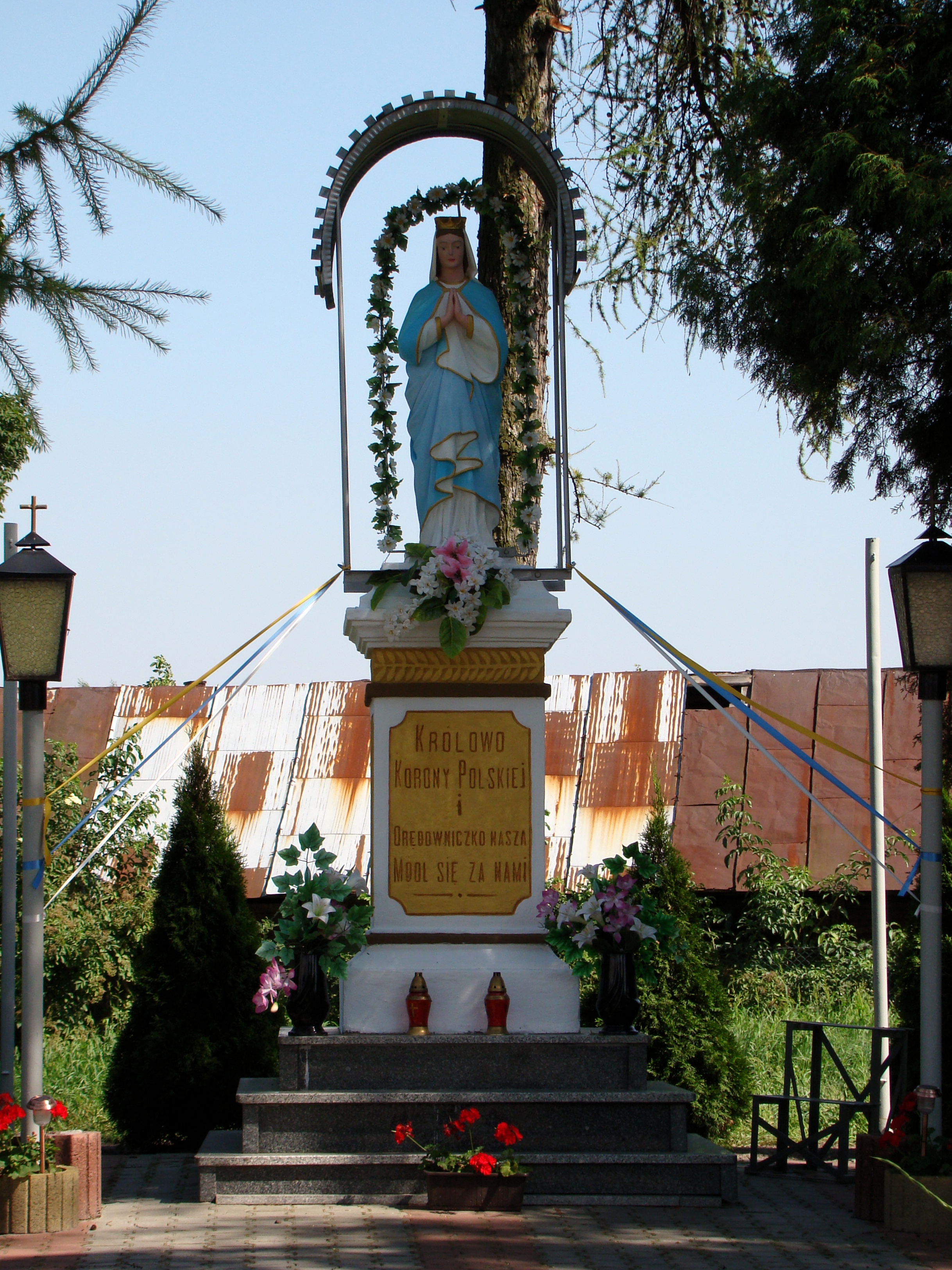
Figurka MB w miejscu zawiązania konfederacji tyszowieckiej